# Boulé dei Quattrocento
La Boulé dei Quattrocento fu l'organismo che governò Atene dopo il colpo di Stato oligarchico del 411 a.C.; a distanza di quattro mesi dal loro insediamento, dopo aver tentato di consegnare la città agli Spartani, i Quattrocento furono abbattuti da Teramene, che instaurò l'Assemblea dei Cinquemila.

## Antefatti

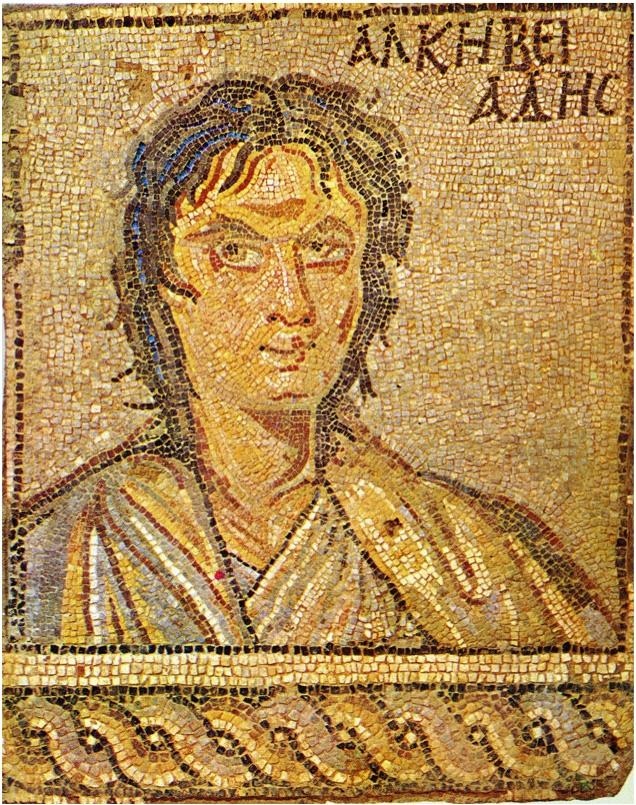
Alcibiade fu uno degli ispiratori del colpo di Stato che portò alla Boulé dei Quattrocento (mosaico pavimentale del IV secolo, Museo archeologico di Sparta).

A partire dalla fine del 413 a.C., in seguito alla disastrosa spedizione ateniese in Sicilia, nella quale gran parte della flotta e dell'esercito ateniesi erano stati annientati, si erano aperte le condizioni per incolpare la fazione democratica degli insuccessi militari e per favorire quindi un colpo di Stato oligarchico; nel frattempo la lega delio-attica cominciò a sgretolarsi, visto che alcuni dei suoi membri più illustri (come l'Eubea, Lesbo, Chio ed Eritre) chiesero subito la protezione di Spartani e Persiani, che non vedevano l'ora di riprendere il controllo della costa dell'Asia Minore.
Una delle cause scatenanti del colpo di Stato che portò all'instaurazione della Boulé dei Quattrocento fu il tentativo di reazione oligarchica alla rivoluzione democratica che c'era stata a Samo nell'estate del 412 a.C. Gli oligarchi avevano infatti fatto assassinare il loro avversario Iperbolo ma i nuovi strateghi che erano stati eletti quell'anno, Trasibulo e Trasillo, appoggiati dagli equipaggi della flotta di stanza nell'isola, quasi tutti appartenenti alla fazione democratica, avevano immediatamente soffocato la reazione degli oligarchi, che quindi, guidati da Antifonte, Frinico e Pisandro, iniziarono ad organizzarsi per un piano più strutturato per impadronirsi del potere sia in città che nell'isola.
Infine Alcibiade, che si trovava in esilio presso il satrapo achemenide Tissaferne per le accuse che gli erano state mosse per lo scandalo delle erme, tramava per tornare ad Atene e, secondo il racconto di Tucidide, convinse alcuni trierarchi della flotta ateniese di stanza a Samo e alcuni politici, tra i quali lo stesso Pisandro e Teramene, a convincere l'assemblea dei cittadini a rinunciare al governo democratico, con la promessa che sarebbe riuscito a persuadere Tissaferne a garantirgli l'appoggio nella guerra contro Sparta se Atene avesse rinunciato al regime democratico.
Nonostante Alcibiade non fosse riuscito a convincere il satrapo a garantirgli il suo appoggio, Pisandro e i suoi compagni, tra i quali Teramene, si recarono a Samo, dove si assicurarono l'appoggio della flotta e favorirono la formazione di un governo oligarchico sull'isola.

## La trasformazione istituzionale

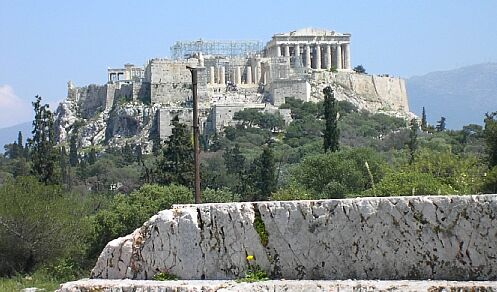
In primo piano, la piattaforma della Pnice, presso la quale veniva convocata l'ecclesia (con l'Acropoli sullo sfondo). La Boulé dei Quattrocento fu invece istituita presso il recinto di Poseidone a Colono.

Mentre Pisandro metteva in atto il piano oligarchico a Samo, ad Atene i suoi compagni presero il potere attraverso l'intimidazione e la forza, uccidendo chi si opponeva al colpo di Stato e preparando il ritorno degli altri oligarchi che, una volta giunti ad Atene convocarono l'assemblea nel recinto di Poseidone a Colono invece che sulla Pnice come da tradizione, e  annunciarono una serie di misure straordinarie, tra le quali la formale abolizione della democrazia e la sua sostituzione da parte di una Boulé composta da quattrocento ateniesi scelti da una lista più ampia di cinquemila cittadini e la promulgazione di una nuova costituzione di stampo oligarchico che avrebbe soppiantato le leggi in vigore.
Gli oligarchi imposero la nomina di venti probuli con poteri straordinari, in aggiunta ai dieci già in carica: il decreto di Pitodoro che allargava la magistratura straordinaria conferiva ai probuli il diritto di riformare la legislazione; con un emendamento al decreto, Clitofonte invitò i probuli a riconsiderare, nella revisione costituzionale, le leggi di Clistene, che venivano indicate come poco democratiche e vicine a quelle di Solone.
Nel corso della successiva assemblea generale si decise lo smantellamento del regime democratico, innanzi tutto con l'abolizione della graphé paranomon, l'accusa di illegalità che qualunque cittadino poteva presentare contro chiunque proponesse una legge: la procedura era intesa quale salvaguardia contro la discussione di leggi antidemocratiche. Da questo momento chiunque poteva senza pericolo presentare una legge che colpisse al cuore le strutture democratiche di Atene. In secondo luogo, venne decisa la gratuità delle magistrature e di tutte le cariche pubbliche, a eccezione dei nove arconti e dei pritani che si trovavano in quel momento in carica. Questo secondo provvedimento, annullando le indennità magistratuali (misthòs) istituite da Pericle al fine di permettere anche ai cittadini più poveri di ricoprire le più alte cariche dello Stato, riconsegnava la politica ateniese nelle mani dei ricchi. Di fronte all'assemblea di Colono i probuli stabilirono inoltre che a partire da quel momento tutte le risorse economiche dovevano essere impiegate per la guerra e che il godimento dei diritti politici nella città doveva essere limitato a cinquemila cittadini selezionati da un collegio di cento membri, scelti dieci per tribù, i cosiddetti katalogheis.
I cinquemila cittadini di pieno diritto scelsero tra loro cento anagrapheis con l'incarico di redigere due costituzioni, l'una provvisoria per il presente, l'altra definitiva per il futuro.
La costituzione per il futuro prevedeva l'istituzione di un Consiglio costituito dai cinquemila cittadini di pieno diritto, di età superiore ai 30 anni, divisi in quattro gruppi. Gli arconti avrebbero curato il sorteggio dei cittadini all'interno di ciascun gruppo e il sorteggio del gruppo che effettivamente avrebbe gestito il potere per un anno. Dal consiglio sarebbero stati eletti gli strateghi, i nove arconti, lo ieromnemone, i tassiarchi, gli ipparchi, i filarchi, i magistrati finanziari, mentre le altre magistrature sarebbero state sorteggiate.
La costituzione provvisoria prevedeva invece la costituzione di una Boulé di quattrocento membri scelti fra i candidati presentati dai fileti, i magistrati a capo delle tribù territoriali, che aveva il compito di scegliere le magistrature principali.
Sciolta l'assemblea di Colono, i Quattrocento, una volta eletti, si diressero nel bouleuterion e presero il posto dei buleuti in carica, decretando la fine anticipata del consiglio e l'instaurazione di quello nuovo, il 9 giugno del 411 a.C.

## Scioglimento dei Quattrocento

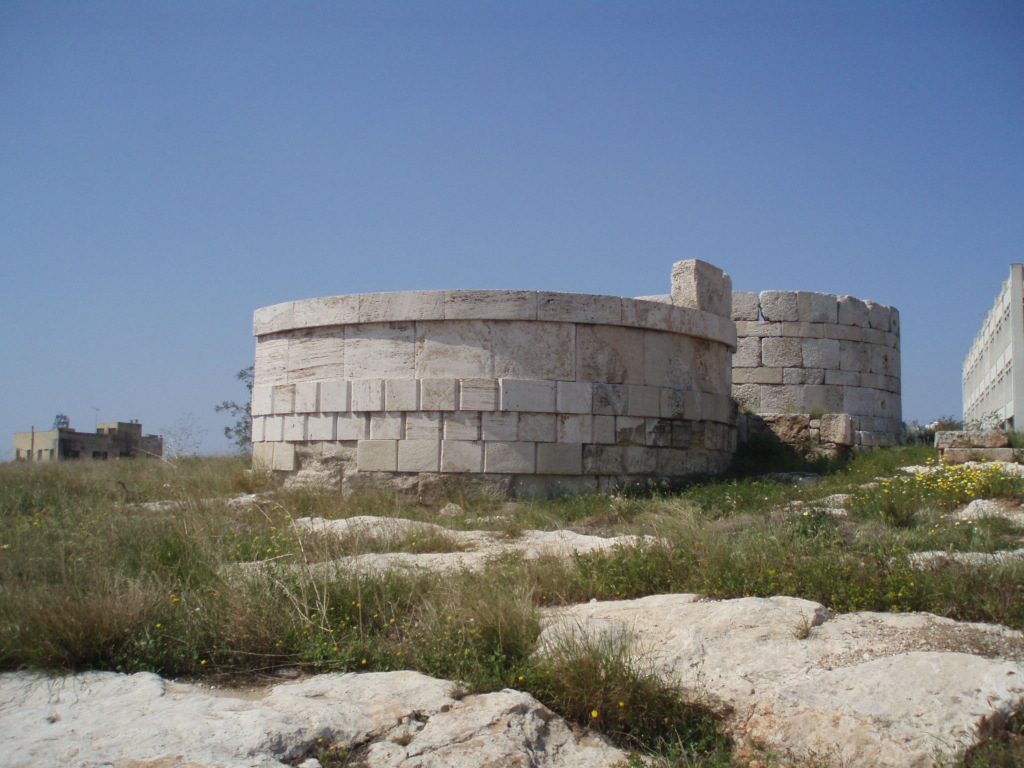
L'Eezioneia, il molo del Pireo dove i Quattrocento eressero la fortificazione che Teramene fece abbattere.

Il governo dei Quattrocento durò solo per quattro mesi: innanzitutto il colpo di Stato a Samo fallì e l'esercito di stanza nell'isola giurò fedeltà alla democrazia. Nel frattempo, ad Atene, la fazione più moderata dei Quattrocento, guidata da Teramene e Aristocrate, figlio di Scelia, spingeva per allargare il potere all'assemblea di cinquemila cittadini tra i quali erano stati scelti i Quattrocento.
La goccia che fece traboccare il vaso fu quando la fazione radicale, guidata da Pisandro, Frinico e Antifonte, iniziò a costruire una fortificazione sulla Eezioneia, il molo posto all'ingresso del Pireo, ammassando al suo interno grandi quantità di derrate alimentari.
Teramene protestò contro la costruzione di tale opera, asserendo che era stata in realtà preparata per essere volontariamente consegnata agli Spartani e ai loro alleati quando avessero attaccato il porto, per costituire una loro testa di ponte per l'invasione di Atene.
Dopo l'assassinio in piazza di Frinico e la notizia di una flotta peloponnesiaca che si stava pericolosamente avvicinando al Pireo, la situazione precipitò. Aristocrate, il comandante del reggimento di opliti di stanza al Pireo, arrestò Alessicle, un generale fedele alla fazione radicale e Teramene, offertosi per guidare una spedizione al porto per liberare il generale, ordinò invece ai suoi soldati di abbattere la fortificazione.
Alcuni giorni dopo, la flotta nemica, arrivata davanti al Pireo e trovando la fortificazione dell'Eezioneia abbattuta e il porto ben difeso, ripiegò verso l'isola di Eubea, con l'intento di conquistarla.
Gli Ateniesi inviarono una flotta, guidata da Timocare, per impedire ai peloponnesiaci di impadronirsi dell'isola e ne scaturì, presso Eretria, una battaglia, nella quale il navarca spartano Agesandrida, appoggiato dagli Eubei, ebbe la meglio sulla flotta di Timocare.
La sconfitta di Eretria e la perdita quasi completa dell'Eubea, che costituiva la riserva di grano per Atene, sollevò la popolazione e portò allo scioglimento della Boulé dei Quattrocento.

## Istituzione dell'Assemblea dei Cinquemila
I Quattrocento furono sostituiti da un nuovo governo patrocinato da Teramene e sostenuto dai moderati, guidato da un'assemblea di cinquemila cittadini, scelti tra coloro che avevano abbastanza denaro da «sostenere la città sia coi cavalli sia cogli scudi», ovvero di essere arruolati almeno come opliti. Dopo la destituzione dei Quattrocento, Pisandro fuggì da Atene, mentre Antifonte, rimasto volontariamente in città, venne processato e condannato a morte.
Secondo Tucidide il governo dei Cinquemila, equidistante sia dall'oligarchia sia dalla demagogia populista, fu il migliore che Atene abbia avuto.